# Araripichthys
Araripichthys è un genere estinto di pesci ossei di incerta collocazione sistematica, appartenente ai teleostei. Visse tra il Cretaceo inferiore e il Cretaceo superiore (Aptiano - Turoniano, circa 115 - 93 milioni di anni fa) e i suoi resti fossili sono stati ritrovati in Sudamerica, in Nordamerica e in Africa.

## Descrizione
Questo pesce possedeva un corpo alto e compresso lateralmente, e poteva raggiungere una lunghezza di 30 - 40 centimetri. Era dotato di una pinna dorsale alta e allungata, che decresceva in altezza verso la pinna caudale profondamente biforcuta e dai lobi stretti. La pinna anale era anch'essa alta e decrescente, mentre le pinne pettorali erano piuttosto ampie. Araripichthys era caratterizzato da un cranio corto e alto, con un grosso osso supraoccipitale fornito di creste laterali. La premascella era protrattile, e le fauci erano prive di denti. Il corpo era ricoperto da scaglie cicloidi, e le pinne pelviche erano assenti. Gli archi neurali e gli archi emali erano fusi ai centri vertebrali, ma le costole e gli ipurali erano separati.

## Classificazione
Araripichthys è un pesce dall'incerta collocazione sistematica; benché superficialmente simile ai pesci picnodonti, Araripichthys possedeva una quantità di caratteristiche che lo distinguevano da quest'ultimo gruppo. Era probabilmente un membro derivato dei teleostei, forse un rappresentante del gruppo Elopocephala. Affinità sono state proposte con i bericiformi e con i lampridiformi, ma non vi è alcuna certezza di queste parentele.
Il genere Araripichthys venne istituito nel 1985 da Silva Santos, sulla base di resti fossili ben conservati provenienti dalla famosa Chapada do Araripe; i fossili provengono per lo più dalla formazione Romualdo, risalente all'inizio dell'Albiano; la specie tipo è Araripichthys castilhoi. Altre specie attribuite a questo genere provengono dal Turoniano del Marocco (A. corythophorus), dall'Aptiano del Venezuela (A. axelrodi) e dall'Albiano del Messico (A. weberi). Fossili attribuibili allo stesso genere sono stati ritrovati in Messico in terreni risalenti all'inizio del Cretaceo superiore (Turoniano).

## Paleoecologia
Araripichthys doveva essere un pesce che viveva in acque calme, forse in ambienti di scogliera, e che si cibava di piccole prede che venivano aspirate dalla bocca protrattile.